# Siempre es difícil volver a casa
Siempre es difícil volver a casa es una película argentina cómica de 1992 coescrita y dirigida por Jorge Polaco y protagonizada por Miguel del Sel, Dady Brieva, Rubén Stella, Daniel Miglioranza y Soledad Silveyra. El filme adapta libremente la novela homónima de Antonio Dal Masetto, quien se mostró insatisfecho con el resultado final. Fue la primera producción importante de Polaco, e incluye a dos de los tres integrantes del elenco del Trío Midachi. Fue la última película en la que intervinieron Sabina Olmos y Rafael Carret.

## Sinopsis
Son cuatro hombres desesperados. No pretenden nada del futuro salvo lo poco que puedan arrebatarle. Han decidido asaltar un banco de provincia. El plan se cumple con precisión pero algo sale mal, y la banda debe emprender una huida precipitada. Sorpresivamente, la abulia del pueblo se transforma en una colectiva reacción de defensa que adquiere ribetes de salvajismo. A medida que los rencores y las miserias ocultas de la gente van saliendo a la luz, los delincuentes se convierten en perseguidos, las víctimas en victimarios.

## Elenco
- Miguel Torres del Sel
- Dady Brieva
- Rubén Stella
- Daniel Miglioranza
- Soledad Silveyra
- Rodolfo Ranni
- Carolina Papaleo
- Cardigni Luis María
- Cristina Banegas
- Ignacio Quirós
- Juan Manuel Tenuta
- Sabina Olmos
- Atilio Veronelli
- Mario Alarcón
- Rafael Carret
- Héctor Malamud
- Camila Perissé
- Marta Fridman
- Enrique Otranto
- Jorge Ochoa
- Oscar Evangelista
- Carlos González
- Marcelo Feo
- Emma Ledo
- Marta Lubos
- Juan Carlos Olmedo
- Armando Bó
- Carlos Franco
- Fernando Belmonte
- Silvana Montemurri
- Ariel Abadi
- Fabián Rendo

## Críticas
Según Gustavo Noriega, «el cine de Polaco —el que nos dejaron ver— ha estado compuesto de sombras, represiones, maldades y, fundamentalmente, de fealdad. La famosa "estética de la fealdad" de este director no es un canto a los valores que se oponen a los parámetros estándar impuestos por la sociedad. Los feos de Polaco no son solamente feos: son mezquinos, autoritarios, cuando no groseros e imbéciles. Al verlos no nos invade una oleada de simpatía como en las películas trash de John Waters o con los monstruos-héroes de Clive Barker. Lo que provoca es el deseo de cantar a toda voz aquella vieja cumbia: "¡Que se mueran los feos!"».